# بخووو (استان پومرانی)
بخووو (به لهستانی:  Bychowo) یک روستا در لهستان است که در گمینا گنگوینو واقع شده‌است. بخووو ۲۴۰ نفر جمعیت دارد.